# Lucantonio Tomassoni
Lucantonio Tomassoni (Terni, 1511 – Roma, gennaio 1592) è stato un condottiero ternano.

## Biografia

### La giovinezza
(Fabrizio Serbelloni, cugino di Papa Pio IV, 1562)
(Cavalier Gaetano Moroni romano, secondo aiutante di Camera di Sua Santità Pio IX, Dizionario di Erudizione Storico-Ecclesiastica da S. Pietro sino ai nostri giorni)
(Deputazione romana di storia patria, Archivio della Società romana di storia patria, Volume 6, 1883)
(Francesco Zazzera, Della Nobiltà dell'Italia, parte prima)
Fratello del generale Alessandro il vecchio fu Lucantonio, nato a Terni nel 1511 e morto nel 1592. Iniziò giovanissimo la carriera militare, a quindici anni, nel 1526 come alfiere delle truppe di Carlo II duca di Savoia, detto il Buono (1486-1553). Come capitano militò nelle truppe del pontefice Clemente VII che difendevano Castel S. Angelo in occasione del sacco di Roma del 6 maggio 1527 di cui parla una coeva cronaca romana. Nel 1536 partecipò con l’esercito savoiardo alla campagna contro i Francesi.

### La carriera militare
Lucantonio dunque:
nel quadro generale del conflitto franco asburgico, nelle guerre di religione in Germania e nelle guerre delle Fiandre coronate dalla vittoriosa battaglia di San Quintino, mediante la quale i Savoia riottennero il loro Ducato»

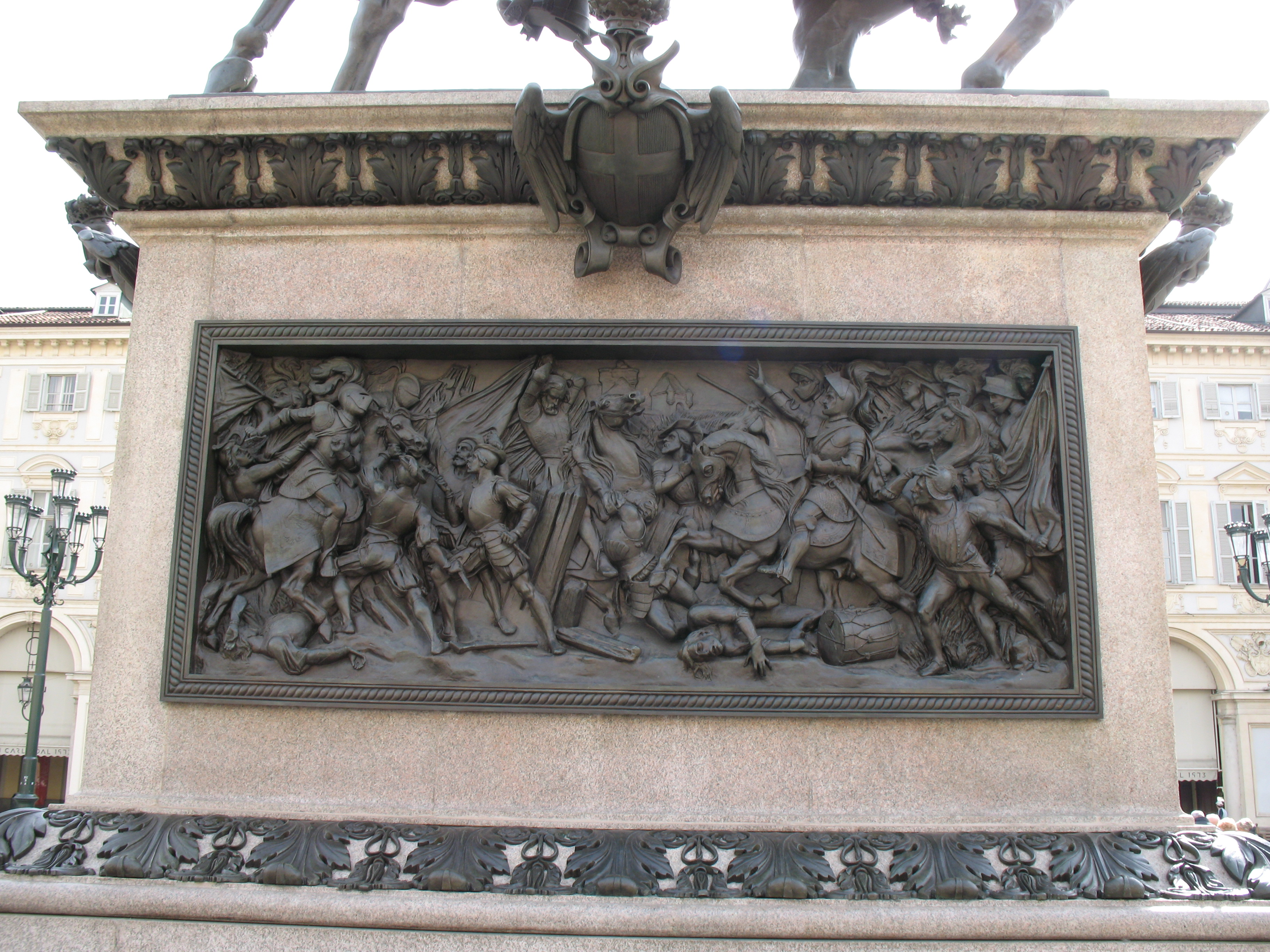
La battaglia di San Quintino, basamento del Monumento a Emanuele Filiberto di Savoia, in piazza San Carlo a Torino.

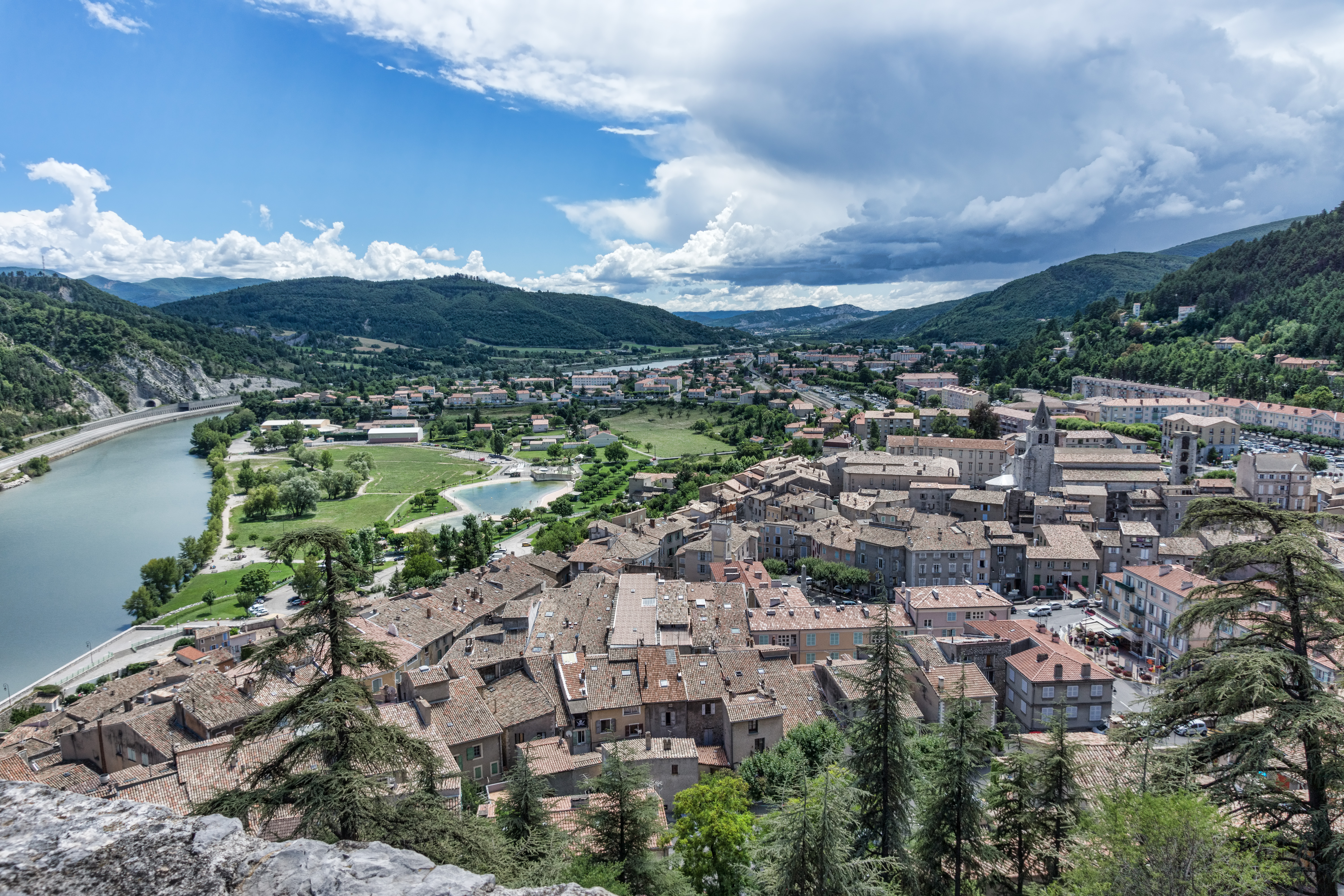
Veduta della cittadella di Sisteron, nell'Alta Provenza.

 Con l'avvento della pace nel Ducato, conseguenza del trattato di Cateau Cambrésis, e il passaggio a un esercito piemontese costituito di arruolati in loco e non da mercenari, Lucantonio nel 1561 cambiò committente e si ingaggiò nell'esercito pontificio agli ordini diretti di Pio IV. Grazie alla sua esperienza accumulata in terra di Francia venne subito impiegato contro i Calvinisti, partecipò alle operazioni contro gli Ugonotti in Provenza e nell'Avignonese.
Pio IV aveva posto a difesa di Avignone il cugino Fabrizio Serbelloni, che aveva ai suoi ordini Lucantonio Tomassoni:
(Gaetano Moroni romano, Dizionario di erudizione storico-ecclesiastica da S. Pietro sino ai nostri giorni, 1841)
Lucantonio nel 1563 liberò la città dagli Ugonotti, inseguendoli e sterminandoli. Dopodiché andò in soccorso di Onorato di Sumaripa, principe di Tenda, e comandante delle truppe cattoliche in Provenza. Lucantonio assediò la città di Sisteron, la espugnò e uccise seimila Ugonotti. Per le imprese compiute il re di Francia Carlo IX lo premiò con una catena d'oro. C'è chi definisce, non a torto, il valente Tomassoni: il principale "eroe antieretico" italiano. Non bisogna dimenticare che la Francia in quel periodo si era fatta odiare dai paesi europei a causa della sua politica ai danni della Spagna, in puro odio antagonistico e velleitario, senza ragioni di rilievo che avrebbero potuto giustificare una tal presa di posizione. Fu un tradimento nei confronti del resto della cristianità; i francesi si allearono di sotterfugio con i sanguinari Ottomani pur di prevalere sulla Spagna, ma questa loro mossa non risparmiò problemi ovunque e i primi che ne fecero spesa furono proprio tutti gli stati del sud europa affacciati sul Mar Mediterraneo brulicante di schiere di corsari e predoni turchi. Gli stati italiani in particolar modo persero molte vite, soldati e soldi per difendersi dalle invasioni islamiche dovute ai magheggi politici della Francia ai danni della Spagna Imperiale di Carlo V. Per di più la discesa in Italia del re Carlo VIII di Francia nel 1494, motivata solamente da un lontano e presunto diritto di ritornare in possesso di suoi ex possedimenti in sud Italia, non aveva risparmiato, danni, saccheggi e stupri anche al nord e al centro Italia e questo generò un grande risentimento nei popoli italici.
Compiuta la sua missione contro gli Ugonotti, Lucantonio nel 1564 passò con il suo reggimento in Grecia per contrastare l'espansione di Solimano il Magnifico. Arrivò a Porto Germano, nel golfo di Corinto, con alcune galee e penetrò nell'interno, sconfiggendo gli Ottomani in Boezia. Tornato a Roma, venne ingaggiato, sempre per conto di Pio IV, proprio per i suoi meriti bellici e per la sua ormai indiscussa fama di ottimo comandante, di guidare le truppe italiane in soccorso dei cavalieri cristiani assediati a Malta dalle orde Turche. Tuttavia, prima di partire, avendo 53 anni, il Tomassoni domandò al pontefice, anche in virtù dei suoi sforzi e vittorie passate, per il fatto anche di non aver riportato e avuto premio alcuno se non fama e gloria, di ricevere almeno una provvigione per i figli e le figlie in caso fosse morto. Pio IV si sdegnò per la richiesta, gli revocò il comando affidando la compagnia a Pompeo Colonna. Il contributo di Lucantonio, commenta lo storico umbro Sandro Bassetti:
Morto l'ingrato Pio IV il 9 dicembre 1565, Lucantonio riprese la carriera di comando, restando uomo di fiducia anche per i papi che si succedettero sul soglio pontificio. Finalmente, Gregorio XIV, appena eletto, riconobbe i suoi meriti e gli concesse il 1º dicembre del 1591 la vicecastellania di Castel S. Angelo (vicecastellanus seu locumtenens) in virtù della sua «diligentia et in re militari scientia» e come persona grata al pontefice, in pratica come una pensione, che venne ereditata dal figlio Alessandro (junior). 
Morì ottantunenne a Roma nel gennaio del 1592 e venne sepolto nella chiesa di Santa Maria ad Martyres, chiamata Santa Maria della Rotonda nell'uso più popolare, più nota universalmente come il Pantheon. Secondo altri fu anche luogotenente di Giovanni dalle Bande Nere.

### La moglie Olimpia Giovenci (e considerazioni generali sui figli)
Lucantonio si sposò con Olimpia Giovenci (o Iuvenci o de Iuvencis), nobilis et honesta puella, come è indicata nella costituzione di dote del 5 dicembre del 1559, anno in cui si unirono in matrimonio. Olimpia era figlia di Paolo e di Prudenzia de Buoi. Rimasta vedova nel 1592, di lei si occuparono i figli: Alessandro (m. 1605), Ottavio, Claudio (n.1569), Giovan Francesco (1573-1628), Mario e Ranuccio (1579 ca.-1606). Le figlie furono Virginia (n.1565) e Plautilla. Non ci sono gli atti di battesimo dei figli maschi sopravvissuti di Lucantonio e Olimpia, probabilmente nati tra il 15660 e il 1579, infatti in un documento del 5 ottobre 1600 si dice che i fratelli in quell'anno erano tutti di annorum viginti maiores, ad eccezione di Claudio, che fu battezzato nella parrocchia di Santa Maria della Rotonda il 1 settembre del 1569, e che evidentemente era morto infante, in quanto il suo nome non ricorre in età adulta insieme a quello degli altri fratelli.
I nomi dei figli di Lucantonio si allontanarono quindi da quelli della tradizione familiare, fatto spiegabile con quanto scrive l’esperta e storica Stefania Macioce, la quale ricorda come Lucantonio fosse stato al servizio dei Farnese restando, «come attestano i nomi dei suoi figli, molto legato a questa famiglia».

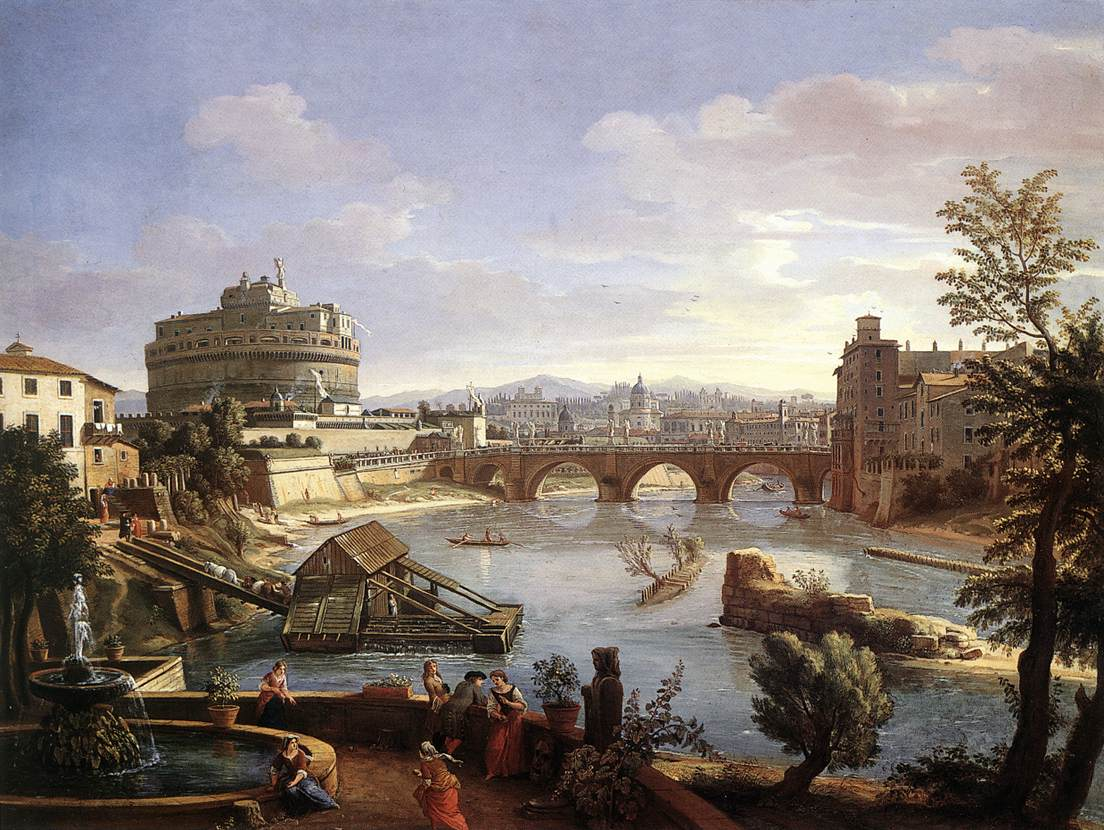
Una veduta della zona di Castel Sant'Angelo in un dipinto di fine XVII secolo

A conferma di questo, si aggiunge che, il Lucantonio che difendeva Castel S. Angelo contro gli imperiali nel 1527 aveva come compagno d’arme un Ranuccio Farnese. I prolifici Lucantonio e Olimpia ebbero dunque almeno nove figli. Lucantonio lasciò loro una discreta eredità, indicata nella divisione dei beni fatta tra i figli maschi il 5 ottobre del 1600.
Il primogenito fu chiamato Alessandro (in onore del fratello maggiore di Lucantonio) e definito in un documento notarile del 3 gennaio 1604 nobilis e nel 1º ottobre 1605 capitaneus, il quale, il 15 settembre del 1599 fu delegato a gestire il patrimonio fondiario familiare, beni che il 5 ottobre del 1600 vennero divisi tra i fratelli Tomassoni.
Il 1º maggio del 1605 Alessandro, insieme a Giovan Francesco e Ranuccio, fu coinvolto in una rissa. Morirà poco tempo dopo, il 31 luglio del 1605 e sarà sepolto in Santa Maria della Rotonda. Una parte dei suoi terreni vennero dati in affitto a Ranuccio e divisi tra i fratelli superstiti il 2 ottobre del 1606. Si trattava in sostanza dell'accordo sulla spartizione di quanto lasciato dallo zio paterno Alessandro, definito senior, da Alessandro junior, deceduto l'anno precedente, e da Ranuccio morto nel maggio 1606, il tutto a vantaggio di Ottavio, Giovan Francesco e Mario Tomassoni.

### Il quartogenito Giovan Francesco
Giovan (Gian) Francesco nacque nel 1573 e fu battezzato il 23 marzo. I padrini, ma uno fu rappresentato, furono molto autorevoli:

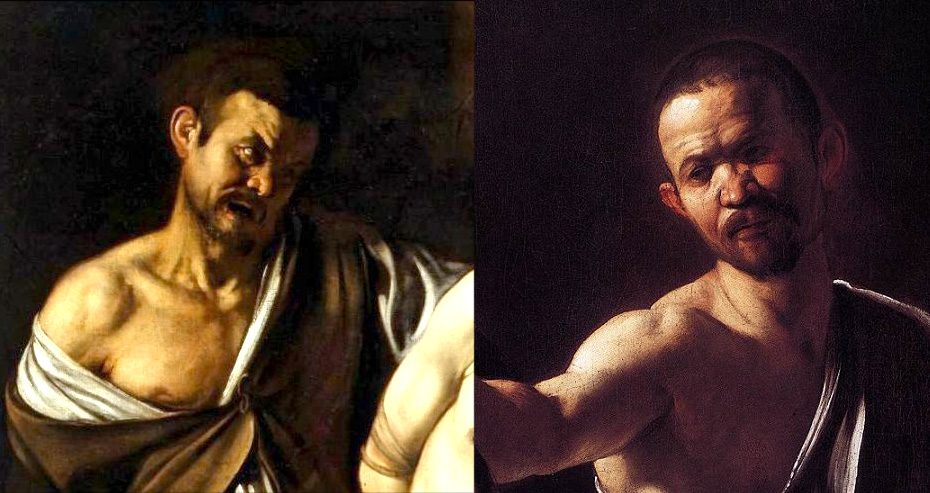
Caravaggio, dettagli con ritratti di Giovan Francesco Tomassoni (da sinistra: nella Flagellazione di Cristo e nella Salomé con la testa del Battista.

Questo conferma il forte legame di Lucantonio con i Farnese di Parma. Infatti Giovan Francesco aveva servito con onore sotto il generale dell'esercito pontificio, Giovan Francesco Aldobrandini. Sarà a Parma che si rifugerà dopo la morte del fratello Ranuccio (per mano del pittore Michelangelo Merisi detto il Caravaggio).
Dice Sandro Bassetti:
Riccardo Bassani e Fiora Bellini menzionano come Giovan Francesco avesse seguito l'esempio del fratello Alessandro partecipando agli eventi bellici nelle Fiandre. Ritornato in Italia, si pose al servizio di Mario Farnese e del generale dell'esercito pontificio Giovan Francesco Aldobrandini, passando in Ungheria dove comandò una compagnia, e come scrisse l'Angeloni:
Sempre lo stesso storico autore così lo menzionò:
Giovan Francesco apparteneva dunque a quella categoria di “reduci” che, conclusasi il 29 gennaio del 1598 l'azione militare contro Ferrara, presa dalle truppe pontificie comandate dal cardinale Pietro Aldobrandini, si riversò su Roma.
Un Avviso del 1598 commentava così: 
Per impedire queste scorribande venne proibito di girare armati di notte per le strade dove si trovavano i bordelli, dove spesso scoppiavano risse sanguinose.
Peter Robb: 

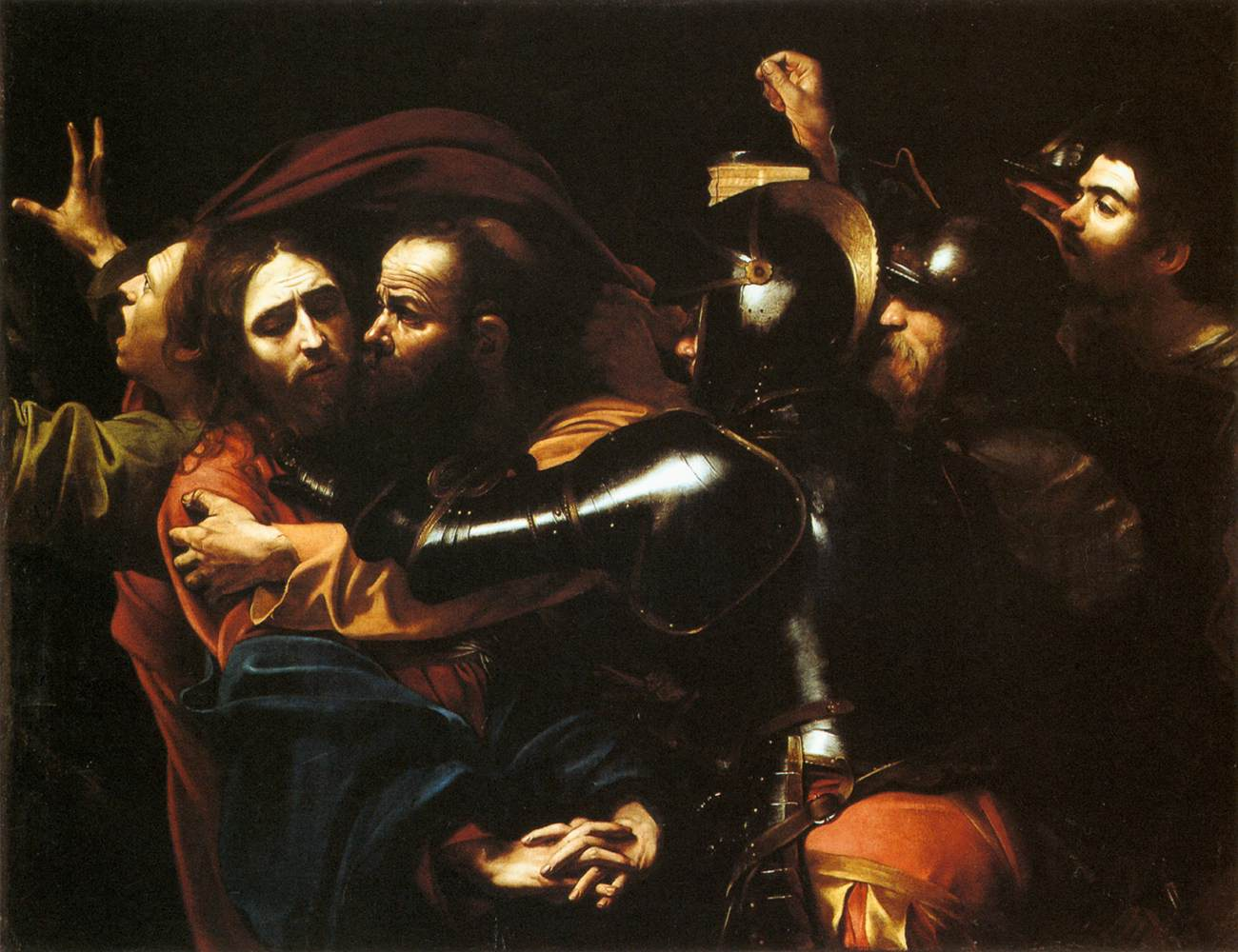
Caravaggio, La cattura di Cristo (1602)

Giovan Francesco era uno di questi reduci; fu nominato caporione degli sbirri di Campo Marzio a Roma, e cioè proprio della località dove il Caravaggio abitava nel 1605 e dove ucciderà Ranuccio, una carica che comportava anche poteri di polizia e giudiziari. Il 23 novembre del 1598 venne presentata una querela da Girolamo Agazio, romano, contro Marzio Bricca. Era successo che un pomeriggio di qualche giorno prima alcuni amici si erano ritrovati presso la bottega del barbiere e cerusico Aristotele Gattai nei pressi del Pantheon. Erano presenti Giovan Francesco e Ranuccio Tomassoni, il gentiluomo di casa Peretti, Ignazio Giugoli, che diventerà cognato di Ranuccio, il nobile Cesare Pontoni, Girolamo Camparotto, la guardia di cavalleria leggera Marcantonio Castelli, un altro gentil'uomo, il citato Girolamo Agazio, e il cavalier Marzio Bricca, amico di Onorio Longhi.